# Conioscinella bistriata
Conioscinella bistriata är en tvåvingeart som först beskrevs av Lamb 1918.  Conioscinella bistriata ingår i släktet Conioscinella och familjen fritflugor.
Artens utbredningsområde är Kenya. Inga underarter finns listade i Catalogue of Life.